# Huang Qiuyan
Huang Qiuyan, född 5 januari 1980, är en friidrottare från Kina. Hon deltog vid olympiska sommarspelen 2004.